# Haliclona epiphytica
Haliclona epiphytica är en svampdjursart som beskrevs av Zea och de Weerdt 1999. Haliclona epiphytica ingår i släktet Haliclona och familjen Chalinidae. Inga underarter finns listade i Catalogue of Life.